# Sercial

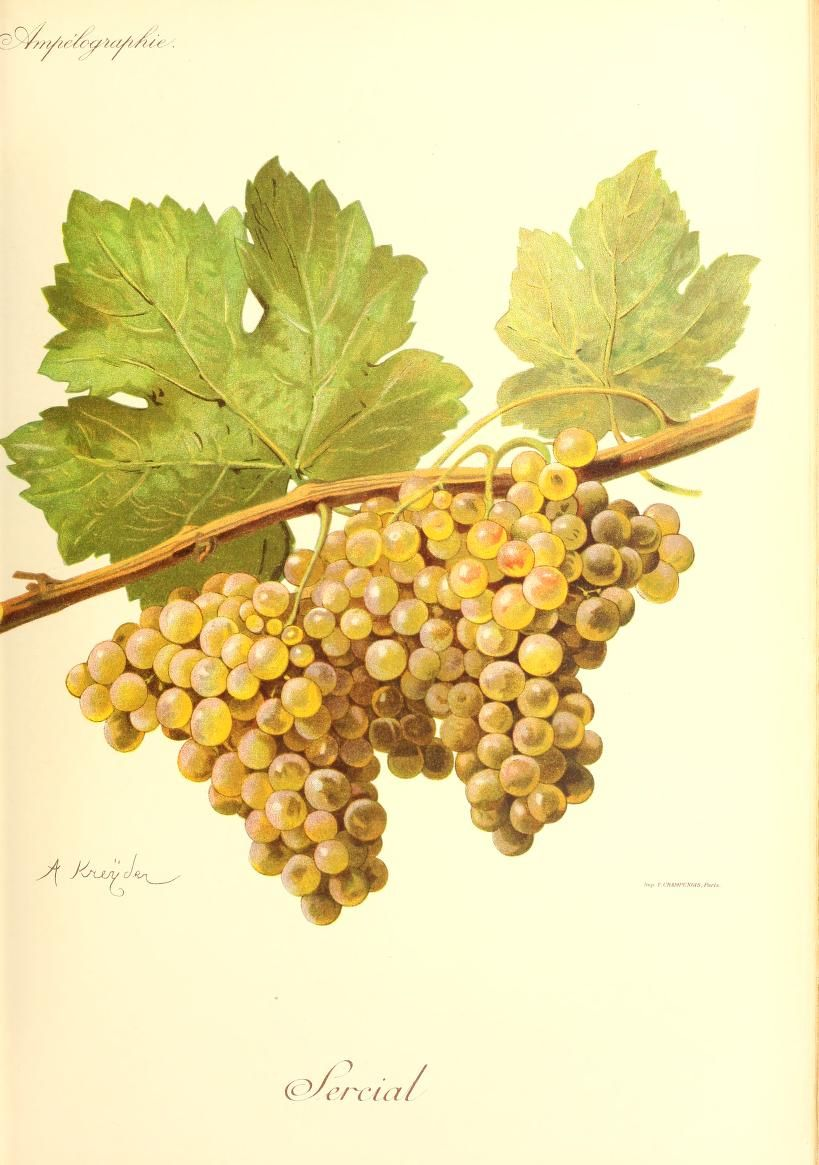
Sercial-druiventrossen

De Sercial is een witte druif die met name wordt gebruikt voor het maken van Madeira, maar ze komt ook voor in witte Port en in andere witte Portugese wijnen. 
Het is een druif met relatief hoge zuren. Madeira gemaakt van deze druif heeft veel tijd nodig om zich te ontwikkelen.  Van deze druif worden zeer droge Madeira's gemaakt. 
De oogsttijd op Madeira is begin oktober. 
Op Madeira wordt deze druif vooral aangeplant aan de noordkant van het eiland op de hoger gelegen wijngaarden. De druif komt ook elders in Portugal voor. 

## Synoniemen
- Esgana Cão
- Esganosa